# Хоффман, Джеки
Жаклин Лаура Хоффман (род. 29 ноября 1960 года в Квинсе, Нью-Йорк) — американская актриса, певица и комик, известная своими шоу с участием одной женщины, состоящими из оригинальных песен и монологов на еврейскую тематику. Ветеран знаменитой чикагской комедийной импровизационной группы The Second City.
Хоффман была номинирована на премию «Эмми» и телевизионную премию «Выбор критиков» за роль Мамаситы в мини-сериале «Вражда» (2017).

## Карьера

### Сцена
Хоффман выиграла премию Джозефа Джефферсона, почтенную театральную награду Чикаго, за восемь лет работы в труппе Second City. Она снялась в следующих сольных комедийных спектаклях: «Если вы называете это жизнью», «Кветчинг продолжается», «Ханука Джеки Хоффмана», «Ханукальный шарол», «Кошерное Рождество Джеки» и «Резня Джеки в День святого Валентина». и в других. Хоффман также присоединилась к команде комиков из трех женщин, создавшей «Шоу JAP, еврейско-американские принцессы комедии» в «Храме актёров» в апреле 2007 года. 
Она исполнила множество ролей в комической пьесе Дэвида и Эми Седарис 2001 года «Книга Лиз», получив премию Оби. Её другие театральные заслуги включают «Сестры Розенвейг», "Смирительная рубашка ", "Инцидент в сапожной ручке " и «Обувь для одной женщины», за которую она получила премию Джеффа. Кроме того, она регулярно выступает в Joe’s Pub на сольных концертах.
В 2002 году Хоффман появилась в бродвейском мюзикле «Лак для волос», сыграв роли Пруди Пинглтон, учительницы физкультуры, матроны и обитателя Балтимора. За свою игру она выиграла премию Theatre World Award 2003. Она также выступила в роли Каллиопы, музы эпической поэзии, в рок-мюзикле «Занаду» на Бродвее с июля 2007 по сентябрь 2008 года Хоффман сыграла бабушку в бродвейском мюзикле «Семейка Аддамс», который открылся в театре Лант-Фонтанн 8 апреля 2010 года и закрылся 31 декабря 2011 года. В 2010 году она также пародировала хит-сингл Леди Гаги Alejandro. Она играла мадам Дилли и другие роли в бродвейском перезапуске шоу «В городе» 2014 года, пока оно не закрылось в сентябре 2015 года. Она играла миссис Тиви в бродвейской постановке «Чарли и шоколадная фабрика», которая открылась 23 апреля 2017 года и закрылась 14 января 2018 года. Летом 2018 года она присоединилась к актёрскому составу спектакля Национального еврейского театра « Скрипач на крыше» в роли свахи Йенте.
В 2020 году Хоффман играет ольНики в новаторском музыкальном подкасте Propaganda!

### Кино и телевидение
Хоффман снялась в фильмах «Поцелуй Джессики Штайн», «Деньги, деньги, ещё деньги», «Страна садов», «Лифт», «Queer Duck: The Movie», «Блондинка в законе 2» и «Грязный стыд», а также была голосом Кулера для воды в мультфильме «Роботы».
Помимо эпизодической роли в телешоу «Умерь свой энтузиазм ", она появлялась во многих сериалах, включая "Трудные люди ", «Незнакомцы с конфетами», «Надежда и вера», "Эд ", "Голодные ", «Косби», «Студия 30», «Одна жизнь, чтобы жить ", «Две другие», а также была голосом Дилмом на Дилберте .
Хоффман озвучила «Мэри Филлипс, ведущую Talk Radio» в видеоигре Grand Theft Auto: San Andreas . Несмотря на её частые сценические подшучивания над её неприязнью к детям, Хоффман сделала неожиданный поворот в роли голосов Врат в Сказочную страну и Волшебной палочки ведьмы в фильме Дора-исследовательница "Сказочное приключение Доры ". Она также была частым гостем в программе "Поздняя ночь с Конаном О’Брайеном ".
В 2007 году она снялась в фильме «Создание неприятностей», посвященном женщинам-еврейским комикам, снятом Архивом еврейских женщин . В 2011 году Хоффман появилась в камео в фильме «Нянь» в роли миссис Сапперштейн. В 2012 году у неё была роль в сериале Новая норма . В 2014 году она появилась в эпизодической роли в оскароносном фильме «Бёрдмэн» .
В 2017 году она снялась в первом сезоне сериала FX под названием «Вражда: Бетт и Джоан» в роли экономки Джоан Кроуфорд, Мамаситы. За эту роль Хоффман была номинирована на премию «Эмми» за лучшую женскую роль второго плана в мини-сериале или фильме .
В 2021—2022 годах она снялась в 11 эпизодах сериала Hulu «Убийства в одном здании» в роли второстепенного персонажа Умы Хеллер, забавно язвительной соседки главных героев шоу.

## Дискография
Джеки Хоффман можно услышать в оригинальных бродвейских записях «Лак для волос», «Занаду», «Семейка Аддамс», «Чарли и шоколадная фабрика», в возрожденной бродвейской записи " В городе « и в записи PS Classics „Джеки Хоффман: Live at Joe’s Pub“, выпущенной осенью 2008 года. Она также появляется на компакт-диске Скотта Алана Dreaming Wide Awake в дуэте с Карли Джибсон. 

## Личная жизнь
Хоффман родилась районе Квинс, Нью-Йорк. Она дружит со Стивеном Колбертом и его женой Эвелин МакГи-Колберт, в шутку устроив сцену, когда она не поймала букет Эвелин на свадьбе пары в 1993 году.
В возрасте 46 лет, во время показа своего шоу „Только сожаления“, она была госпитализирована для гистерэктомии по удалению доброкачественной опухоли. .
Замужем за джазовым трубачом Стивом Смитом.

## Театральные работы
| Год           | Играть в                   | Роль                             | Театр                                                             |
| ------------- | -------------------------- | -------------------------------- | ----------------------------------------------------------------- |
| 1995 г.       | Одна женская обувь         | Джилл                            | La Mama ETC, Off-Off-Broadway                                     |
| 1997 г.       | Инцидент в Cobbler’s Knob  | белка                            | Фестиваль Линкольн-центра                                         |
| 2000 г.       | Смирительную рубашку       | Джерри                           | Playhouse 91, Off-Broadway                                        |
| 2001 г.       | Книга Лиз                  | Сестра Констанс Баттерворт и др. | Театр Гринвич Хаус, Off-Broadway                                  |
| 2002-2004 гг. | Лак для волос              | Пруди Пинглтон и др.             | Театр Нила Саймона, Бродвей                                       |
| 2006 г.       | Сестры Розенвейг           | Великолепный Тейтельбаум         | Театр Старый Глобус, Региональный                                 |
| 2006-2007 гг. | Только сожаления           | Мира Кессельман                  | Центр Нью-Йорка, этап I, Off-Broadway                             |
| 2007-2008 гг. | Ксанаду                    | Каллиопа/Афродита                | Театр Хелен Хейс, Бродвей                                         |
| 2009-2011 гг. | Семейка Аддамс             | Бабушка                          | Восточный центр искусств Форда, Чикаго Театр Лант-Фонтан, Бродвей |
| 2012          | Чикаго                     | Матрона «Мама» Мортон            | Муни, региональный                                                |
| 2014-2015 гг. | В городе                   | Мод П. Дилли и др.               | Театр Лирика, Бродвей                                             |
| 2015-2016 гг. | Однажды на матраце         | Принцесса Виннифред              | Центр искусств Абронс, Off-Broadway                               |
| 2017-2018 гг. | Чарли и шоколадная фабрика | Миссис. Тиви                     | Театр Лант-Фонтанн, Бродвей                                       |
| 2018-2020 гг. | Скрипач на крыше           | Йенте                            | Эдмонд Дж. Сафра Холл / Сцена 42, Off-Broadway                    |
| 2021          | Сказочные торты            | мотылек                          | Театр Гринвич Хаус, Off-Broadway                                  |
| 2022          | Татуированная леди         | Ида Гибсон                       | Театр Сюзанны Робертс, региональный                               |

## Фильмография

### Кино
| Год     | Фильм                                | Роль                               |
| ------- | ------------------------------------ | ---------------------------------- |
| 1992 г. | Одна дамская туфля                   | Джилл                              |
| 2001 г. | Поцелуи Джессики Штейн               | Джоан                              |
| 2001 г. | Вал                                  | Журналист № 3 (Мари-Энн Холланд)   |
| 2003 г. | Блондинка в законе 2                 | Администратор спа-салона для собак |
| 2004 г. | Страна садов                         | тетя Сильвия Ларджман              |
| 2004 г. | Грязный стыд                         | Дора                               |
| 2005 г. | Роботы                               | Кулер для воды (за кадром)         |
| 2006 г. | Странная утка                        | Лола Баззард (голос за кадром)     |
| 2008 г. | Предприниматели                      | Джанет                             |
| 2009 г. | Как соблазнить трудных женщин        | Издательство книг                  |
| 2010    | Экстрамен                            | Напористая женщина                 |
| 2011    | Нянь                                 | Миссис. Сапперштейн                |
| 2014    | Бёрдмэн                              | Леди на балконе (Мэри)             |
| 2014    | Сама жизнь                           | Леди «Эх»                          |
| 2019    | Социальные                           | Аманда                             |
| 2020    | Шалом, папик!                        | Сьюзен                             |
| 2022    | Достать ножи: Стеклянная луковица    | Ма                                 |
| 2023    | И не подумай прийти на мою бат-мицву | Ирен                               |

### Телевидение
| Год  |   | Русское название     | Оригинальное название | Роль     |
| ---- | - | -------------------- | --------------------- | -------- |
| 2017 | с | Вражда: Бетт и Джоан | Feud: Bette and Joan  | Мамасита |